# Birdy (película)
Birdy es una película de 1984 dirigida por Alan Parker y protagonizado por Matthew Modine y Nicolas Cage. El film está basado en la novela homónima de William Wharton.

## Argumento
La historia narra la vida de dos amigos, Birdy (Modine) y Al (Cage) que comparten su vida desde la escuela hasta su servicio militar en Vietnam. Birdy tiene una fijación por los pájaros y sus experiencias en Vietnam le acaban de desquiciar. Cuando regresan de la guerra, Birdy es ingresado en un sanatorio mental, a causa de que su trastorno mental le hace creer que es un pájaro. Su estancia en el psiquiátrico le hace creer en la esperanza y ver que la sociedad es cruel con personas diferentes. Birdy se queda en el sanatorio, mientras que Al intenta estar cerca de él.
- Datos: Q700725